# Adam Chełmoński (1890–1959)
Adam Chełmoński (ur. 28 marca 1890 w Warszawie, zm. 16 sierpnia 1959 we Wrocławiu) – polski prawnik, adwokat i radca prawny, wiceminister sprawiedliwości, profesor prawa administracyjnego i gospodarczego, wykładowca Uniwersytetu Stefana Batorego w Wilnie, Uniwersytetu Wrocławskiego i Wyższej Szkoły Ekonomicznej we Wrocławiu, działacz organizacji zawodowych, poseł na Sejm I kadencji w II RP z ramienia Związku Ludowo-Narodowego.

## Życiorys
Urodzony 28 marca 1890 roku w Warszawie. Był synem internisty dr. Adama Chełmońskiego i bratankiem malarza Józefa Chełmońskiego. Wychowywał się w Warszawie i we wsi Adamowizna w okolicach Grodziska Mazowieckiego, gdzie jego ojciec zakupił dom. Uczęszczał do gimnazjum rządowego w Warszawie, jednak został z niego usunięty za udział w strajku z 1905 roku. Egzaminy maturalne zdał eksternistycznie w 1909 roku i wstąpił na petersburską politechnikę, ale szybko przeniósł się na Uniwersytet Petersburski, gdzie cztery lata później ukończył prawo. Już w okresie studiów interesował się prawem cywilnym, a w szczególności prawnymi aspektami obrotu handlowego. Otrzymał propozycję pracy na macierzystej uczelni z perspektywą objęcia profesury i w tym celu zdecydował się uzupełnić studia w Paryżu w zakresie prawa cywilnego. Powrócił z nich tuż przed wybuchem I wojny światowej i podjął pracę naukową w Petersburgu. Od 1915 roku pracował w Kancelarii Departamentu Cywilnego Senatu, a dwa lata później został zatrudniony w Departamencie Kasacyjnym tegoż Senatu jako zastępca sekretarza. Od tego samego roku został także radcą prawnym Ministerstwa Aprowizacji. Równolegle był pracownikiem naukowym w katedrze prawa cywilnego na macierzystej uczelni.
Po rewolucji październikowej został pracownikiem porządkującej sprawy polskie w Rosji Komisji Likwidacyjnej i w 1919 roku wrócił do Polski, gdzie odbył aplikację adwokacką i rozpoczął samodzielną praktykę w zawodzie. W czasie wojny polsko-bolszewickiej zgłosił się jako ochotnik do Wojska Polskiego, odbywał służbę w Sądzie Wojskowym dla Warszawy. Później został awansowany na stopień porucznika rezerwy w korpusie oficerów sódowych ze starszeństwem z 1 czerwca 1919. Po wojnie początkowo pracował jako prawnik dla Ministerstwa Przemysłu i Handlu, później został radcą prawnym elektrowni w Warszawie, a od 1927 roku m.in. Izby Przemysłowo-Handlowej w Warszawie i Banku Polskiego. Ponadto od 1922 roku pełnił obowiązki szefa katedry prawa handlowego i wekslowego na Uniwersytecie Stefana Batorego w Wilnie, gdzie początkowo prowadził wykłady w charakterze zastępcy profesora, w 1929 uzyskał habilitację, w 1930 otrzymał tytuł profesora nadzwyczajnego na tej uczelni.
Został wybrany posłem na Sejm RP I kadencji 1922–1927 z ramienia Związku Ludowo-Narodowego z okręgu kieleckiego, lecz przedwcześnie zrzekł się mandatu na początku 1926. W 1925 roku został członkiem Komisji Kodyfikacyjnej Rzeczypospolitej Polskiej, w której m.in. współredagował projekt prawa handlowego jako przewodniczący sekcji prawa handlowego. Jego umiejętności i kompetencja jako prawnika spowodowały, że został powołany w 1925 roku w skład Rady Adwokackiej w Warszawie i w latach 1932–1934 pełnił funkcję jej wicedziekana, a od 1934 do 1935 roku – dziekana. W 1928 został radcą w Państwowej Radzie Prawniczej. 23 września 1932 roku objął funkcję redaktora naczelnego „Palestry”, która właśnie stała się organem prasowym Rady. Z dniem 24 kwietnia 1937 roku zrezygnował z kierowania redakcją „Palestry”, jako że tego samego dnia został podsekretarzem stanu w Ministerstwie Sprawiedliwości. W latach 1937–1939 był członkiem OZON-u.
Okres II wojny światowej spędził poza granicami okupowanej Polski – wraz z rządem schronił się w Rumunii i został w niej internowany. Po wojnie początkowo doradzał kilku ministerstwom i wrócił do pracy naukowej, podejmując pracę na tworzonym właśnie Uniwersytecie i Politechnice we Wrocławiu. Ostatecznie w 1947 r. osiadł wraz z rodziną we Wrocławiu, w pełni angażując się w pracę na Uniwersytecie i w Wyższej Szkole Handlowej. Pełnił m.in. funkcję prodziekana Wydziału Prawno-Administracyjnego Uniwersytetu (1948–1950), kierownika Katedry Prawa Cywilnego III (1950–1952), Zespołu Katedr Prawa Cywilnego (1952–1955) i Katedry Prawa Cywilnego (od 1955 r.). W 1947 r. zaangażował się w tworzenie prywatnej Wyższej Szkoły Handlowej we Wrocławiu (później upaństwowionej i przemianowanej na Wyższą Szkołę Ekonomiczną). Od 1950 r. był kierownikiem Katedry Finansów i Kredytu, a rok później został szefem Katedry Prawa i kierował nią do śmierci. Pełnił także funkcję dziekana Wydziału Finansowego WSzE (1951–1952), a krótko przed śmiercią został wybrany na jej rektora, jednak nie zdążył objąć tej funkcji.
Należał do Polskiego Towarzystwa Ekonomicznego, był przewodniczącym zarządu oddziału PTE we Wrocławiu (1950–1954). W latach 1957–1959 doradzał organom władzy państwowej w zakresie prawa jako członek komisji kodyfikacyjnej przy Ministerstwie Sprawiedliwości i Głównej Komisji Arbitrażowej. Był także wiceprzewodniczącym Komitetu Nauk Prawnych PAN i członkiem redakcji „Orzecznictwa sądów polskich i Komisji Arbitrażowych” oraz „Studiów Cywilistycznych”.
Zmarł 16 sierpnia 1959 roku we Wrocławiu. Został pochowany na tamtejszym cmentarzu św. Wawrzyńca (pole 8-aleja główna-007).

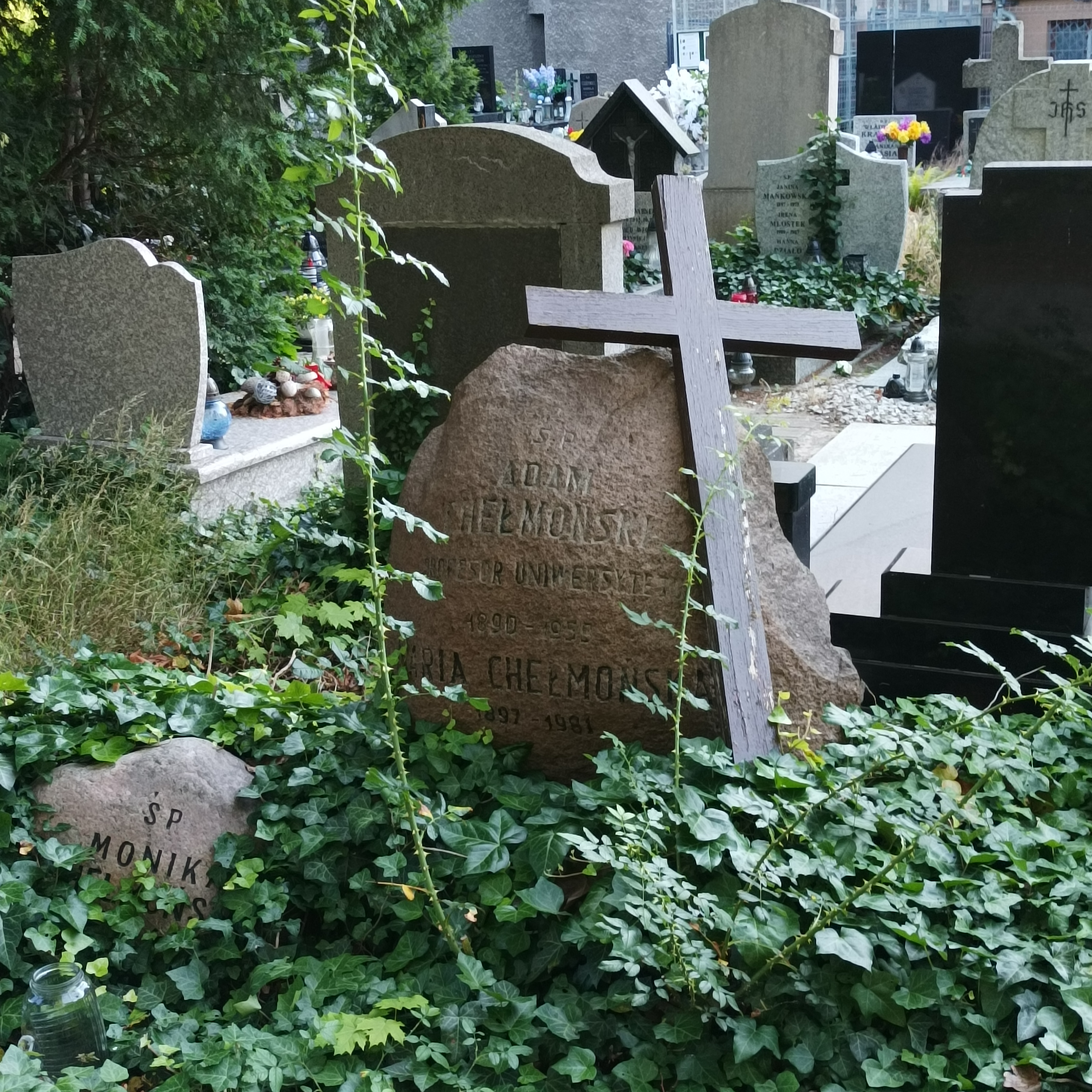
Grób prof. Adama Chełmońskiego na cmentarzu św. Wawrzyńca we Wrocławiu

Jego synem był prawnik, prof. Adam Chełmoński (1929–2001).
Materiały archiwalne Adama Chełmońskiego znajdują się w PAN Archiwum w Warszawie pod sygnaturą III-105.

## Ordery i odznaczenia
- Krzyż Oficerski Orderu Odrodzenia Polski (27 listopada 1929)[12][3]